# The Vision of Escaflowne
The Vision of Escaflowne (jap. 天空のエスカフローネ Tenkū no Esukafurōne) – manga autorstwa Shōji Kawamori i Katsu Aki.
Na jej podstawie powstało 26-odcinkowe anime wyreżyserowane przez Kazuki Akane i wyprodukowane przez studio Sunrise, oraz film pełnometrażowy.

## Fabuła
Hitomi Kanzaki w niewyjaśnionych okolicznościach zostaje przeniesiona na planetę Gaea, z której widać Ziemię i Księżyc. Na Gaei, Ziemia jest nazywana "mistycznym księżycem". Zdolność Hitomi do przepowiadania przyszłości gwałtownie wzrosła wraz ze znalezieniem się na nowej planecie, przez co dziewczyna zostaje wplątana w konflikt między pobliskimi krajami. Konflikt spowodował Dornkirk, władca państwa Zaibach, który za wszelką cenę chciał reaktywować moc atlantów.

## Postaci
- Hitomi Kanzaki (jap. 神崎ひとみ Kanzaki Hitomi) – na Ziemi była zwykłą dziewczyną, bezskutecznie czekającą na prawdziwą miłość. Posiada dar jasnowidzenia, który wzrósł wraz z przybyciem na planetę Gaea. Stała się dzięki temu pomocna, a później niezbędna w przeszkodzeniu Dornkirkowi w jego planach. Jej obecność w pobliżu mecha zwanego Escaflowne powodowała wzrost jego mocy i zdolności.

Seiyū: Maaya Sakamoto 
- Van Slanzar de Fanel (jap. バァン・ファーネル Baan Fāneru) – drugi syn króla Goau i królowej Varie, a także młody król Fanelii. Ojciec Vana zmarł z niewyjaśnionych przyczyn, gdy Van miał 5 lat, a jego matka zmarła z żałości wkrótce potem; tron obiął jego starszy brat Folken. Balgus, zaufany rycerz i dobry przyjaciel króla Goau stał się dla Vana ojcem i nauczycielem. W wieku lat piętnastu, Van podczas walki ze smokiem został z niewyjaśnionych powodów przetransportowany na Ziemię gdzie po raz pierwszy spotkał Hitomi. Po pokonaniu smoka powrócił na swoją ojczystą planetę zabierając ją ze sobą. Podczas koronacji Vana, Fanelia została zaatakowana przez imperium Zaibach, co spowodowało uruchomienie skrywanego od dawna mecha zwanego Escaflowne.

Seiyū: Tomokazu Seki 
- Allen Crusade Schezar (jap. アレン・クルゼード・シェザール Aren Kurusēdo Shezāru) – rycerz z państwa o nazwie Asturia. Podczas swoich podróży zakochał się w księżniczce Millernie, która później urodziła mu dziecko, Chida. Dopiero później Allen dowiedział się o podróży swego ojca Leona, który został zamordowany przez żołnierzy Dornkirka w obawie przed odkryciem tajemnicy Atlantydy. Podczas tej wyprawy, Leon spotkał dziewczynę pochodzącą z innego świata i jak się później wyjaśniło była to babcia Hitomi.

Seiyū: Shin’ichirō Miki 
- Folken Lacour de Fanel (jap. フォルケン・ラクール・デ・ファーネル Foruken Rakūru de Fāneru) – starszy brat Vana, współpracownik Dornkirka. W walce ze smokiem stracił prawą rękę. Został później zabrany przez ludzi Zaibachu, którzy udzielili mu pomocy i wstawili mu protezę. Folken wstąpił w szeregi żołnierzy Zaibachu i nadziei na doświadczenie światu bez wojen, strachu i nienawiści.

Seiyū: Jōji Nakata 
- Dilandau Albatou (jap. ディランドゥ・アルバタウ Dirandu Arubatau) – lider elitarnej grupy zwanej Zabójcy smoków i żołnierz Zaibachu. Często traci kontrolę nad sobą. Największą radość sprawia mu walka, destrukcja oraz piromania. W walce Dilandau używa czerwonego mecha ze zdolnością latania, posiadającego płaszcz umożliwiający ukrywanie się, jak również miotacz ognia. Jego głównym priorytetem stało się pokonanie Vana Fanela.

Seiyū: Minami Takayama 
- Cesarz Dornkirk (jap. ドルンカーク Dorunkāku) – naukowiec o imieniu Isaac, liczący ponad dwieście lat, pochodził z Ziemi i był twórcą przekonania o stworzeniu lepszego świata. Uparcie twierdził, że wszystko we wszechświecie, włączając los i przeznaczenie, jest powodowane jakąś mocą i jest kierowane jednym, uniwersalnym prawem. Jego teorie umożliwiły mu odkrycie maszyn, które miały zmienić przyszłość. Issac został przeniesiony na planetę Gaeę i później został imperatorem Zaibachu. Pragnie stworzyć przyszłość, w której życzenia wszystkich ludzi zamieniały się w prawdę.

Seiyū: Masato Yamanouchi 
- Merle (jap. メルル Meruru) – trzynastoletnia dziewczyna-kot, przyjaciółka z dzieciństwa Vana. Początkowo jest zazdrosna o bliską znajomość Vana z Hitomi. Z biegiem czasu staje się dobrą i lojalną przyjaciółką Hitomi.

Seiyū: Ikue Ōtani 
- Millerna Aston (jap. ミラーナ・アストン) – trzecia księżniczka Asturii, skrycie kocha Allena Schezara, aczkolwiek zostaje oddana w ręce kupca Dryden Fassa. Gdy była młoda, chciała zostać lekarką, ale jej starsza siostra odwiodła ją od tego pomysłu.

Seiyū: Mayumi Iizuka 
- Dryden Fassa (jap. ドライデン・ファッサ)

Seiyū: Jūrōta Kosugi 

## Manga
| Nr | Data wydania (język japoński) | ISBN (język japoński)  |
| -- | ----------------------------- | ---------------------- |
| 1  | 28 marca 1995                 | ISBN 978-4-04-713104-0 |
| 2  | 28 listopada 1995             | ISBN 978-4-04-713123-1 |
| 3  | 1 kwietnia 1996               | ISBN 978-4-04-713137-8 |
| 4  | 29 lipca 1996                 | ISBN 978-4-04-713147-7 |
| 5  | 27 listopada 1996             | ISBN 978-4-04-713169-9 |
| 6  | 25 kwietnia 1997              | ISBN 978-4-04-713181-1 |
| 7  | 1 września 1997               | ISBN 978-4-04-713195-8 |
| 8  | 28 stycznia 1998              | ISBN 978-4-04-713208-5 |

### Hitomi: Tenkū no Escaflowne
Powstała także manga zatytułowana Hitomi: Tenkū no Escaflowne (jap. ＨＩＴＯＭＩ　天空のエスカフローネ ＨＩＴＯＭＩ　Tenkū no Esukafurōne), której autorem jest Yuzuru Yashiro.
| Nr | Data wydania (język japoński) | ISBN (język japoński)  |
| -- | ----------------------------- | ---------------------- |
| 1  | 27 września 1996              | ISBN 978-4-04-852739-2 |
| 2  | 7 kwietnia 1997               | ISBN 978-4-04-852799-6 |

### Antologia
W 1997 roku opublikowano także antologię zatytułowaną Ishi (Energist) no kioku tenkū no Escaflowne: Comic Anthology (jap. 石（エナジスト）の記憶 天空のエスカフローネ・コミックアンソロジー Ishi (enajisuto) no kioku tenkū no esukafurone komikkuansorojī), której rozdziały wykonało kilku różnych artystów.
| Nr | Data wydania (język japoński) | ISBN (język japoński)  |
| -- | ----------------------------- | ---------------------- |
| 1  | 6 stycznia 1997               | ISBN 978-4-04-852715-6 |

## Anime
Anime wykonało studio Sunrise, za reżyserię odpowiada Kazuki Akane, a za kompozycję Shōji Kawamori. Projekty postaci przygotował Nobuteru Yūki. Muzykę do serialu skomponowali Yōko Kanno i Hajime Mizoguchi. Utwory do serialu zostały wykonane przez Orkiestrę Symfoniczną Filharmonii Narodowej. Seria składa się z 26 odcinków. Odcinki emitowane były od 2 kwietnia 1996 do 24 września 1996 na kanale TV Tokyo. Wydawcą serialu jest Bandai Visual.

### Film pełnometrażowy
Wyprodukowany został także film pełnometrażowy, zatytułowany Escaflowne (jap. エスカフローネ Esukafurōne), który powstał od we współpracy studia Sunrise i Bones. Za reżyserię odpowiada Kazuki Akane, za scenariusz Kazuki Akane i Ryō Yamaguchi, muzykę do filmu skomponowali Yōko Kanno i Hajime Mizoguchi, a projekty postaci przygotował Nobuteru Yūki. Film miał swoją premierę 24 czerwca 2000 roku.

### Muzyka
| Seria          | Tytuł                                      | Twórcy                                                                                     | Źródło   |          |
| Czołówka       | Czołówka                                   | Czołówka                                                                                   | Czołówka | Czołówka |
| -------------- | ------------------------------------------ | ------------------------------------------------------------------------------------------ | -------- | -------- |
| 1              | „Yakusoku wa iranai” (jap. 約束はいらない) | Yūho Iwasato (tekst) Yōko Kanno (kompozycja i aranżacja) Maaya Sakamoto (wokal)            | [ 1 ]    |          |
| Napisy końcowe |                                            |                                                                                            |          |          |
| 1              | „MYSTIC EYES”                              | Hiroki Wada (H-Wonder) (tekst, kompozycja, wokal) Hiroki Wada i Akimitsu Honma (aranżacja) | [ 1 ]    |          |

Utwór „Yakusoku wa iranai” 24 kwietnia 1996 roku został wydany także w formie singla.
Wydano także muzykę z serialu na czterech płytach CD. Pierwszy album, zatytułowany Tenkū no Escaflowne ORIGINAL SOUNDTRACK (jap. 天空のエスカフローネ　オリジナル・サウンドトラック) został wydany 5 czerwca 1996 roku i zawiera szesnaście utworów. Drugi album, zatytułowany Tenkū no Escaflowne ORIGINAL SOUNDTRACK 2 (jap. 天空のエスカフローネ　オリジナル・サウンドトラック 2) został wydany 24 lipca 1996 roku i zawiera siedemnaście utworów. Trzeci album, zatytułowany Tenkū no Escaflowne ORIGINAL SOUNDTRACK 3 (jap. 天空のエスカフローネ　オリジナル・サウンドトラック 3) został wydany 28 września 1996 roku i zawiera piętnaście utworów. Czwarty album, zatytułowany THE VISION OF ESCAFLOWNE　～lovers only został wydany 22 stycznia 1997 roku i składa się z 20 utworów.
| Tenkū no Escaflowne ORIGINAL SOUNDTRACK | Tenkū no Escaflowne ORIGINAL SOUNDTRACK                              | Tenkū no Escaflowne ORIGINAL SOUNDTRACK |
| Nr                                      | Tytuł utworu                                                         | Długość                                 |
| --------------------------------------- | -------------------------------------------------------------------- | --------------------------------------- |
| 1.                                      | „Yakusoku wa iranai (jap. 約束はいらない)” (Maaya Sakamoto)          |                                         |
| 2.                                      | „FLYING DRAGON” (Orkiestra Symfoniczna Filharmonii Narodowej)        |                                         |
| 3.                                      | „DANCE OF CURSE” (Orkiestra Symfoniczna Filharmonii Narodowej)       |                                         |
| 4.                                      | „MURDER” (Orkiestra Symfoniczna Filharmonii Narodowej)               |                                         |
| 5.                                      | „ESCAFLOWNE” (Orkiestra Symfoniczna Filharmonii Narodowej)           |                                         |
| 6.                                      | „ANGEL” (Orkiestra Symfoniczna Filharmonii Narodowej)                |                                         |
| 7.                                      | „CUBIC” (Orkiestra Symfoniczna Filharmonii Narodowej)                |                                         |
| 8.                                      | „ROMANCE” (Orkiestra Symfoniczna Filharmonii Narodowej)              |                                         |
| 9.                                      | „NE ZU MI” (Orkiestra Symfoniczna Filharmonii Narodowej)             |                                         |
| 10.                                     | „WINGS” (Orkiestra Symfoniczna Filharmonii Narodowej)                |                                         |
| 11.                                     | „GLORIA” (Orkiestra Symfoniczna Filharmonii Narodowej)               |                                         |
| 12.                                     | „EYES” (Orkiestra Symfoniczna Filharmonii Narodowej)                 |                                         |
| 13.                                     | „Poketto o sora ni shite (jap. ポケットを空にして)” (Maaya Sakamoto) |                                         |
| 14.                                     | „WHITE DOVE” (ACEILUX)                                               |                                         |
| 15.                                     | „MYSTIC EYES” (Hiroki Wada)                                          |                                         |
| 16.                                     | „DEJA BLUE” (Orkiestra Symfoniczna Filharmonii Narodowej)            |                                         |

| Tenkū no Escaflowne ORIGINAL SOUNDTRACK 2 | Tenkū no Escaflowne ORIGINAL SOUNDTRACK 2 | Tenkū no Escaflowne ORIGINAL SOUNDTRACK 2 |
| Nr                                        | Tytuł utworu                              | Długość                                   |
| ----------------------------------------- | ----------------------------------------- | ----------------------------------------- |
| 1.                                        | „THE VISION OF ESCAFLOWNE”                |                                           |
| 2.                                        | „FANELIA”                                 |                                           |
| 3.                                        | „ASK THE OWL”                             |                                           |
| 4.                                        | „CHARM”                                   |                                           |
| 5.                                        | „COUNTRY MAN”                             |                                           |
| 6.                                        | „A MOLE MAN”                              |                                           |
| 7.                                        | „CRADLE SONG”                             |                                           |
| 8.                                        | „MACHINE SOLDIER”                         |                                           |
| 9.                                        | „SHADOW OF DOUBT”                         |                                           |
| 10.                                       | „A FAR CRY”                               |                                           |
| 11.                                       | „MARKET PLACE”                            |                                           |
| 12.                                       | „MEDICINE EATER” (Gabriela Robin)         |                                           |
| 13.                                       | „GODDS DRUNK”                             |                                           |
| 14.                                       | „CAT'S DELICACY” (Gabriela Robin)         |                                           |
| 15.                                       | „LOVE” (ACEILUX)                          |                                           |
| 16.                                       | „HITOMI THEME”                            |                                           |
| 17.                                       | „IF YOU” (Maaya Sakamoto)                 |                                           |

| Tenkū no Escaflowne ORIGINAL SOUNDTRACK 3 | Tenkū no Escaflowne ORIGINAL SOUNDTRACK 3   | Tenkū no Escaflowne ORIGINAL SOUNDTRACK 3 |
| Nr                                        | Tytuł utworu                                | Długość                                   |
| ----------------------------------------- | ------------------------------------------- | ----------------------------------------- |
| 1.                                        | „SHORT NOTICE”                              |                                           |
| 2.                                        | „ARCADIA”                                   |                                           |
| 3.                                        | „EPISTLE”                                   |                                           |
| 4.                                        | „FAREWELL”                                  |                                           |
| 5.                                        | „Aoi hitomi (jap. 青い瞳)” (Maaya Sakamoto) |                                           |

| THE VISION OF ESCAFLOWNE ～lovers only | THE VISION OF ESCAFLOWNE ～lovers only                                           | THE VISION OF ESCAFLOWNE ～lovers only |
| Nr                                     | Tytuł utworu                                                                     | Długość                                |
| -------------------------------------- | -------------------------------------------------------------------------------- | -------------------------------------- |
| 1.                                     | „Yakusoku wa iranai (TV Edit) (jap. 約束はいらない（TV EDIT）)” (Maaya Sakamoto) |                                        |
| 2.                                     | „THE VISION OF ESCAFLOWNE（Take ２）”                                            |                                        |
| 3.                                     | „MEMORY OF FANELIA”                                                              |                                        |
| 4.                                     | „DANCE OF CURSE”                                                                 |                                        |
| 5.                                     | „ZAIBACH”                                                                        |                                        |
| 6.                                     | „FLYING DRAGON”                                                                  |                                        |
| 7.                                     | „CRADLE SONG”                                                                    |                                        |
| 8.                                     | „Tomo-dachi (jap. ともだち)” (Maaya Sakamoto)                                    |                                        |
| 9.                                     | „BIRD CAGE”                                                                      |                                        |
| 10.                                    | „CHAIN”                                                                          |                                        |
| 11.                                    | „EPISTLE”                                                                        |                                        |
| 12.                                    | „PERFECT WORLD” (Masayoshi Furukawa)                                             |                                        |
| 13.                                    | „BLAZE（Take ２）”                                                               |                                        |
| 14.                                    | „HITOMI THEME”                                                                   |                                        |
| 15.                                    | „ANGEL”                                                                          |                                        |
| 16.                                    | „Neko no kimochi (jap. 猫のキモチ)” (Ikue Ōtani)                                 |                                        |
| 17.                                    | „ARCADIA”                                                                        |                                        |
| 18.                                    | „Kaze ga fuku hi (jap. 風が吹く日)” (Maaya Sakamoto)                             |                                        |
| 19.                                    | „MYSTIC EYES（TV EDIT） / 和田 弘樹”                                             |                                        |
| 20.                                    | „THE STORY OF ESCAFLOWNE ～END TITLE”                                            |                                        |

W formie albumu wydano także utwory, które zostały wykorzystane w filmie pełnometrażowym Escaflowne. Album, zatytułowany Escaflowne Original Soundtrack (jap. エスカフローネ オリジナル・サウンドトラック) został wydany 5 lipca 2000 roku i zawiera 25 utworów.
| Escaflowne Original Soundtrack | Escaflowne Original Soundtrack                                  | Escaflowne Original Soundtrack |
| Nr                             | Tytuł utworu                                                    | Długość                        |
| ------------------------------ | --------------------------------------------------------------- | ------------------------------ |
| 1.                             | „Yubiwa（Movie Ver.) (jap. 指輪（Movie Ver.))” (Maaya Sakamoto) |                                |
| 2.                             | „First Vision”                                                  |                                |
| 3.                             | „Colors”                                                        |                                |
| 4.                             | „Into GAEA”                                                     |                                |
| 5.                             | „Ryū gekitai tōjō (jap. 竜撃隊登場)”                            |                                |
| 6.                             | „Horse ride”                                                    |                                |
| 7.                             | „Gaia hitsuji (jap. ガイア羊)”                                  |                                |
| 8.                             | „Regret”                                                        |                                |
| 9.                             | „Bird Song”                                                     |                                |
| 10.                            | „Sora” (Shanti Snyder)                                          |                                |
| 11.                            | „Aruseidesu fukkatsu (jap. アルセイデス復活)”                   |                                |
| 12.                            | „The hurt”                                                      |                                |
| 13.                            | „Take my hands”                                                 |                                |
| 14.                            | „Organ Pub”                                                     |                                |
| 15.                            | „What'cha gonna do???”                                          |                                |
| 16.                            | „Sora's Folktale” (Midori)                                      |                                |
| 17.                            | „Torushina shinkō (jap. トルシナ侵攻)”                          |                                |
| 18.                            | „Dance of curse II”                                             |                                |
| 19.                            | „Black Escaflowne”                                              |                                |
| 20.                            | „Tree of hearts”                                                |                                |
| 21.                            | „We're flying”                                                  |                                |
| 22.                            | „Who will save”                                                 |                                |
| 23.                            | „Final Vision”                                                  |                                |
| 24.                            | „Nomi tori uta (jap. のみとりうた)” (Adomu no kodomo-tachi)     |                                |
| 25.                            | „You're not alone” (Maaya Sakamoto, Shanti Snyder)              |                                |